# Mason City (Nebraska)
Mason City è un comune degli Stati Uniti d'America, situato nello Stato del Nebraska, nella contea di Custer.